# Правительство Педро Агирре Серда
Кабинет министров Республики Чили под председательством доктора Педро Агирре Серда (также известно, как Правительство Народного фронта) — коалиционное правительство Чили, функционировавшее с 24 декабря 1938 года по 2 апреля 1942 года.

## История
После своей победы на президентских выборах, Педро Агирре Серда, в соответствии с достигнутыми партиями-членами Народного фронта договорённостями, сформировал коалиционное правительство, в состав которого вошли 6 радикалов, 3 социалиста, 2 демократа и 1 представитель Социалистического союза (небольшой откол от СПЧ). Коммунистическая партия Чили из тактических соображений отказалась войти в правительство, но поддерживала его в парламенте.
Программа Народного фронта была выдержана в русле кейнсианства с явным влиянием американского Нового курса Рузвельта. Предполагалось укрепить государственный сектор экономики, провести аграрную реформу, пересмотреть налоговую политику в сторону усиления налогообложения зажиточных слоёв населения и иностранных горнодобывающих компаний, а также создать картель, который взял бы под контроль добычу селитры. Правительство также провело кадровые перестановки в среде чилийского генералитета, отправляя в отставку реакционно настроенных офицеров. При этом были отвергнуты предложения КПЧ о назначении на государственные должности её представителей. Оппозиция не приняла реформ и обвиняла президента Серду в «неэффективном расходовании бюджетных средств» и «недопустимом вмешательстве в частное предпринимательство», а группа военных заговорщиков во главе с Карлосом Ибаньесом и Арносто Эррера предприняла попытку военного переворота, отражённую благодаря оперативным действиям партий Народного фронта и Вооружённых сил. Провал ибаньистского путча позволил Серде реорганизовать правительство, исключив оттуда министров, симпатизировавших правым силам.

## Состав
| Кабинет министров Республики Чили под председательством доктора Педро Агирре Серда (Правительство Народного фронта) | Кабинет министров Республики Чили под председательством доктора Педро Агирре Серда (Правительство Народного фронта) | Кабинет министров Республики Чили под председательством доктора Педро Агирре Серда (Правительство Народного фронта) | Кабинет министров Республики Чили под председательством доктора Педро Агирре Серда (Правительство Народного фронта) | Кабинет министров Республики Чили под председательством доктора Педро Агирре Серда (Правительство Народного фронта) | Кабинет министров Республики Чили под председательством доктора Педро Агирре Серда (Правительство Народного фронта) |
| Должность | Портрет | Министр | Партия | Партия | Срок пребывания в должности                                                                                         |
| --- | --- | --- | --- | --- | --- |
| Председатель | | Педро Агирре Серда                                                                                                  | | Радикальная партия Чили                                                                                             | 24 декабря 1938 года — 25 ноября 1941 года                                                                          |
| Председатель | | Херонимо Мендес Арансибия                                                                                           | | Радикальная партия Чили                                                                                             | 25 ноября 1941 года — 2 апреля 1942 года                                                                            |
| Министр внутренних дел                                                                                              | | Педро Энрике | | Радикальная партия Чили                                                                                             | 24 декабря 1938 года — 26 декабря 1939 года                                                                         |
| Министр внутренних дел                                                                                              | | Гильермо Лабарка | | Радикальная партия Чили                                                                                             | 26 декабря 1939 года — 8 февраля 1940 года                                                                          |
| Министр внутренних дел                                                                                              | | Умберто Альварес | | Радикальная партия Чили                                                                                             | 8 февраля — 30 июля 1940 года                                                                                       |
| Министр внутренних дел                                                                                              | | Гильермо Лабарка | | Радикальная партия Чили                                                                                             | 30 июля — 23 декабря 1940 года                                                                                      |
| Министр внутренних дел                                                                                              | | Артуро Олавария | | Радикальная партия Чили                                                                                             | 23 декабря 1940 года — 16 сентября 1941 года                                                                        |
| Министр внутренних дел                                                                                              | | Карлос Вальдовинос                                                                                                  | | Радикальная партия Чили                                                                                             | 16 сентября — 6 октября 1941 года                                                                                   |
| Министр внутренних дел                                                                                              | | Леонардо Гусман | | Радикальная партия Чили                                                                                             | 6 — 10 октября 1941 года                                                                                            |
| Министр внутренних дел                                                                                              | | Херонимо Мендес | | Радикальная партия Чили                                                                                             | 10 октября 1941 года — 2 апреля 1942 года                                                                           |
| Министр иностранных дел                                                                                             | | Авраам Ортега | | Радикальная партия Чили                                                                                             | 24 декабря 1938 года — 8 февраля 1940 года                                                                          |
| Министр иностранных дел                                                                                             | | Кристобаль Саенц | | Радикальная партия Чили                                                                                             | 8 февраля — 30 июля 1940 года                                                                                       |
| Министр иностранных дел                                                                                             | | Марсьял Мора | | Радикальная партия Чили                                                                                             | 30 июля — 7 ноября 1940 года                                                                                        |
| Министр иностранных дел                                                                                             | | Мануэль Бьянки | | Беспартийный | 7 ноября 1940 года — 26 марта 1941 года                                                                             |
| Министр иностранных дел                                                                                             | | Луис Аламос | | Радикальная партия Чили                                                                                             | 26 марта — 10 октября 1941 года                                                                                     |
| Министр иностранных дел                                                                                             | | Хуан Баутиста | | Радикальная партия Чили                                                                                             | 10 октября 1941 года — 2 апреля 1942 года                                                                           |
| Министр национальной обороны                                                                                        | | Альберто Каберо | | Радикальная партия Чили                                                                                             | 24 декабря 1938 года — 13 апреля 1939 года                                                                          |
| Министр национальной обороны                                                                                        | | Гильермо Лабарка | | Радикальная партия Чили                                                                                             | 13 апреля — 26 декабря 1939 года                                                                                    |
| Министр национальной обороны                                                                                        | | Альфредо Дуальте | | Радикальная партия Чили                                                                                             | 26 декабря 1939 года — 24 октября 1940 года                                                                         |
| Министр национальной обороны                                                                                        | | Ювеналь Эрнандес | | Радикальная партия Чили                                                                                             | 24 октября 1940 года — 10 июня 1941 года                                                                            |
| Министр национальной обороны                                                                                        | | Карлос Вальдовинос                                                                                                  | | Радикальная партия Чили                                                                                             | 10 июня 1941 года — 2 апреля 1942 года                                                                              |
| Министр финансов | | Роберто Вахгольц | | Радикальная партия Чили                                                                                             | 24 декабря 1938 года — 26 декабря 1939 года                                                                         |
| Министр финансов | | Педро Энрике | | Радикальная партия Чили                                                                                             | 26 декабря 1939 года — 7 ноября 1940 года                                                                           |
| Министр финансов | | Марсьял Мора | | Радикальная партия Чили                                                                                             | 7 ноября 1940 года — 10 июня 1941 года                                                                              |
| Министр финансов | | Гильермо дель Педрегаль                                                                                             | | Радикальная партия Чили                                                                                             | 10 июня 1941 года — 2 апреля 1942 года                                                                              |
| Министр торговли и снабжения                                                                                        | | Артуро Риверос | | Радикальная партия Чили                                                                                             | 6 октября 1941 года — 2 апреля 1942 года                                                                            |
| Министр народного просвещения                                                                                       | | Руденсиндо Ортега                                                                                                   | | Радикальная партия Чили                                                                                             | 24 декабря 1938 года — 8 февраля 1940 года                                                                          |
| Министр народного просвещения                                                                                       | | Хуан Антонио | | Радикальная партия Чили                                                                                             | 8 февраля 1940 года — 10 июня 1941 года                                                                             |
| Министр народного просвещения                                                                                       | | Раймундо дель Рио Кастильо                                                                                          | | Беспартийный | 10 июня — 6 октября 1941 года                                                                                       |
| Министр народного просвещения                                                                                       | | Улисс Вергара | | Радикальная партия Чили                                                                                             | 6 октября 1941 года — 2 апреля 1942 года                                                                            |
| Министр юстиции | | Рауль Пуга | | Демократическая партия                                                                                              | 24 декабря 1938 года — 10 июня 1941 года                                                                            |
| Министр юстиции | | Доминго Годой | | Радикальная партия Чили                                                                                             | 10 июня — 6 октября 1941 года                                                                                       |
| Министр юстиции | | Томас Мора | | Радикальная партия Чили                                                                                             | 6 октября 1941 года — 2 апреля 1942 года                                                                            |
| Министр труда | | Антонио Пупин | | Радикальная партия Чили                                                                                             | 24 декабря 1938 года — 12 марта 1940 года                                                                           |
| Министр труда | | Хуан Праденас | | Демократическая партия                                                                                              | 12 марта 1940 года — 2 апреля 1942 года                                                                             |
| Министр общественных работ                                                                                          | | Артуро Бьянки | | Радикальная партия Чили                                                                                             | 24 декабря 1938 года — 28 сентября 1939 года                                                                        |
| Министр общественных работ                                                                                          | | Оскар Шнаке | | Социалистическая партия Чили                                                                                        | 28 сентября 1939 года — 2 апреля 1942 года                                                                          |
| Министр здравоохранения, обеспечения и социальной помощи                                                            | | Мигель Этчебарне | | Социалистическая партия Чили                                                                                        | 24 декабря 1938 года — 28 сентября 1939 года                                                                        |
| Министр здравоохранения, обеспечения и социальной помощи                                                            | | Сальвадор Альенде                                                                                                   | | Социалистическая партия Чили                                                                                        | 28 сентября 1939 года — 2 апреля 1942 года                                                                          |
| Министр земель и колонизации                                                                                        | | Карлос Альберто | | Социалистическая партия Чили                                                                                        | 24 декабря 1938 года — 28 сентября 1939 года                                                                        |
| Министр земель и колонизации                                                                                        | | Рональдо Мерино | | Социалистическая партия Чили                                                                                        | 28 сентября 1939 года — 2 апреля 1942 года                                                                          |
| Министр сельского хозяйства                                                                                         | | Артуро Олавария | | Радикальная партия Чили                                                                                             | 24 декабря 1938 года — 8 февраля 1940 года                                                                          |
| Министр сельского хозяйства                                                                                         | | Виктор Моллер | | Радикальная партия Чили                                                                                             | 8 февраля — 24 октября 1940 года                                                                                    |
| Министр сельского хозяйства                                                                                         | | Хайме Альфонсо | | Радикальная партия Чили                                                                                             | 24 октября 1940 года — 10 июня 1941 года                                                                            |
| Министр сельского хозяйства                                                                                         | | Рауль Пуга | | Демократическая партия                                                                                              | 10 июня 1941 года — 2 апреля 1942 года                                                                              |